# Venio Losert
Venio Losert (Zavidovići, BiH, 25. srpnja 1976.), bivši hrvatski rukometni vratar, trenutno trener vratara mađarskog Veszpréma i Hrvatske rukometne reprezentacije. Na početku svoje karijere se priključio Zagrebovoj momčadi koja je 1992. i 1993. osvojila Ligu prvaka, a do svog odlaska u španjolsku ligu sa Zagrebom je osvojio ukupno 14 titula (7 kupova i 7 liga). 1999. godine potpisao je za španjolsku Garbel Zaragozu, za koju je igrao godinu dana. Osim za Zaragozu, Losert je igrao i za BM Granollers (2001 - 2004), Portland San Antonio (2004 - 2005), s kojim je osvojio ASOBAL ligu, Barcelonu (2005 - 2009), Ademar León (2010 - 2012). 
Kratko je igrao i za francuski US Créteil Handball te KIF Kolding. 

Kao vratarskoj legendi, u čijoj su kolekciji brojna priznanja i medalje, te kao najstarijem članu hrvatske reprezentacije koji je sudjelovao u dva najveća uspjeha hrvatskog rukometa - osvajanju olimpijskih zlata na Igrama u Atlanti 1996. i Igrama u Ateni 2004. godine, Veniju je dodijeljena čast nositi zastavu Hrvatske na Olimpijskim igrama u Londonu. Dvostruki je dobitnik Državne nagrade za šport "Franjo Bučar", 1996. i 2004. Jedan od najključnijih članova rukometne reprezentacije, Losert je osvojio i tri srebrne medalje na svjetskim prvenstvima:  1995. godine na Islandu, 2005. godine u Tunisu i 2009. godine u Hrvatskoj.

## Vanjske poveznice
- Eurohandball[neaktivna poveznica] Venio Losert
- Iskra Kielce  Arhivirana inačica izvorne stranice od 8. rujna 2013. (Wayback Machine) Szczegóły zawodnika
- FCBarcelona  Arhivirana inačica izvorne stranice od 10. ožujka 2021. (Wayback Machine) Personal details